# Universal Carrier
El Universal Carrier, també conegut com a Bren Gun Carrier pel seu armament principal de la metralladora, es descrit comunament com una família de vehicles lleugers blindats, construïts per Vickers-Armstrongs, entre d'altres companyies.
Els seus primers models – el Bren Carrier i el Scout Carrier- van entrar en servei abans de la guerra, però un sol disseny d'Universal Carrier els va poder reemplaçar a tots, i va ser introduït el 1940.
El vehicle va ser utilitzat per les forces militars de les nacions de la Commonwealth durant la Segona Guerra Mundial. Els Universal Carriers eren usualment utilitzats per al transport de tropes i equipament, usualment portaven armes de suport, o plataformes per a metralladores. Amb uns 113.000 construïts el 1960, és el vehicles de combat blindat més produït de la història.

## Galeria

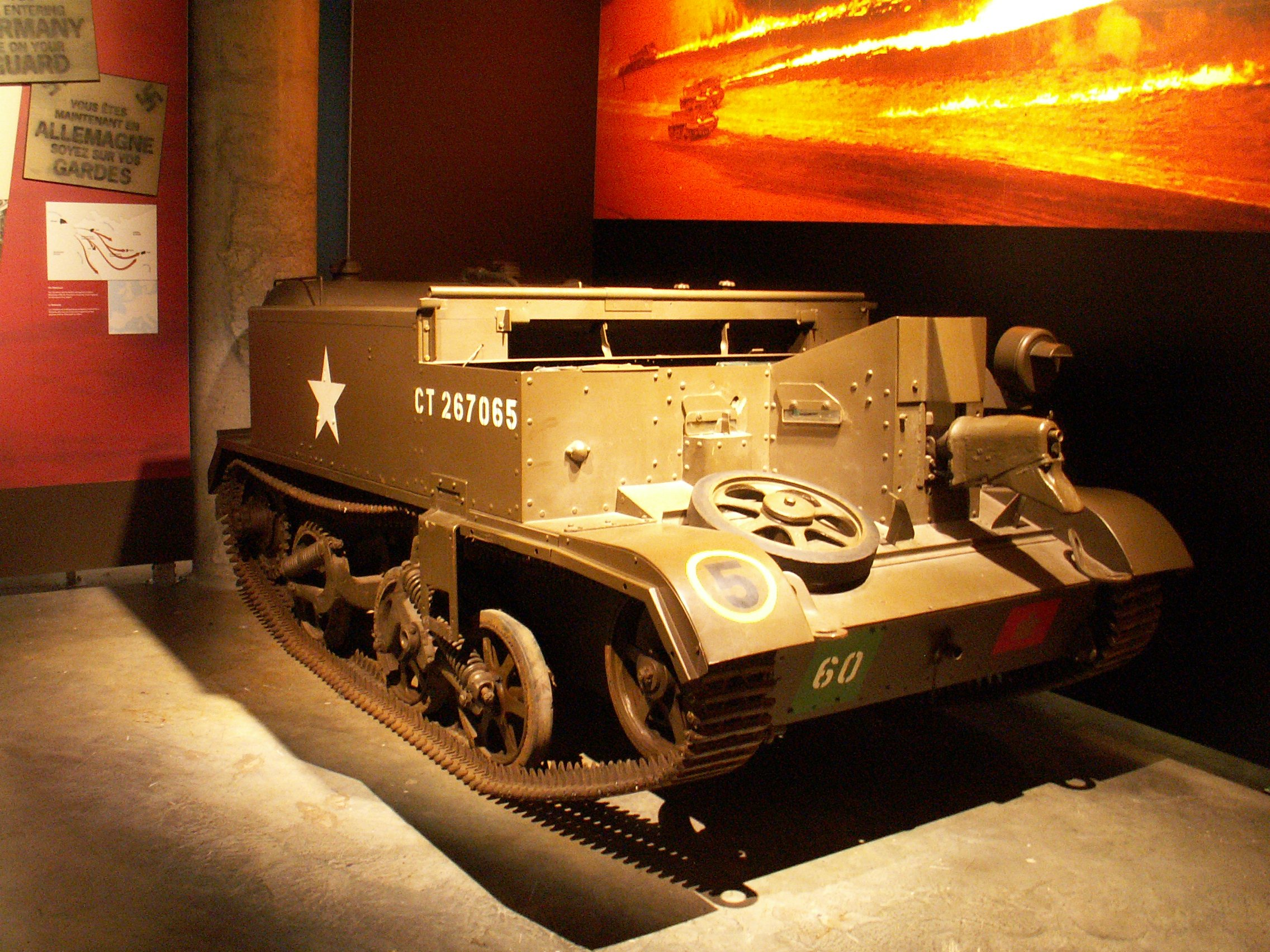
Un Wasp en el Canadian War Museum
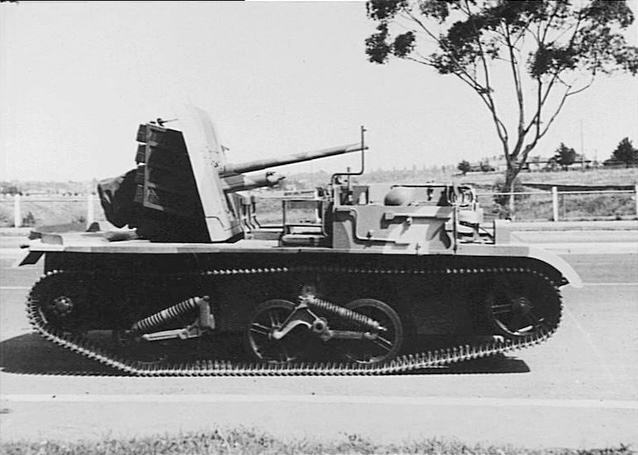
Un canó antitanc Australià de 2-pounds montat en un Universal Carrier
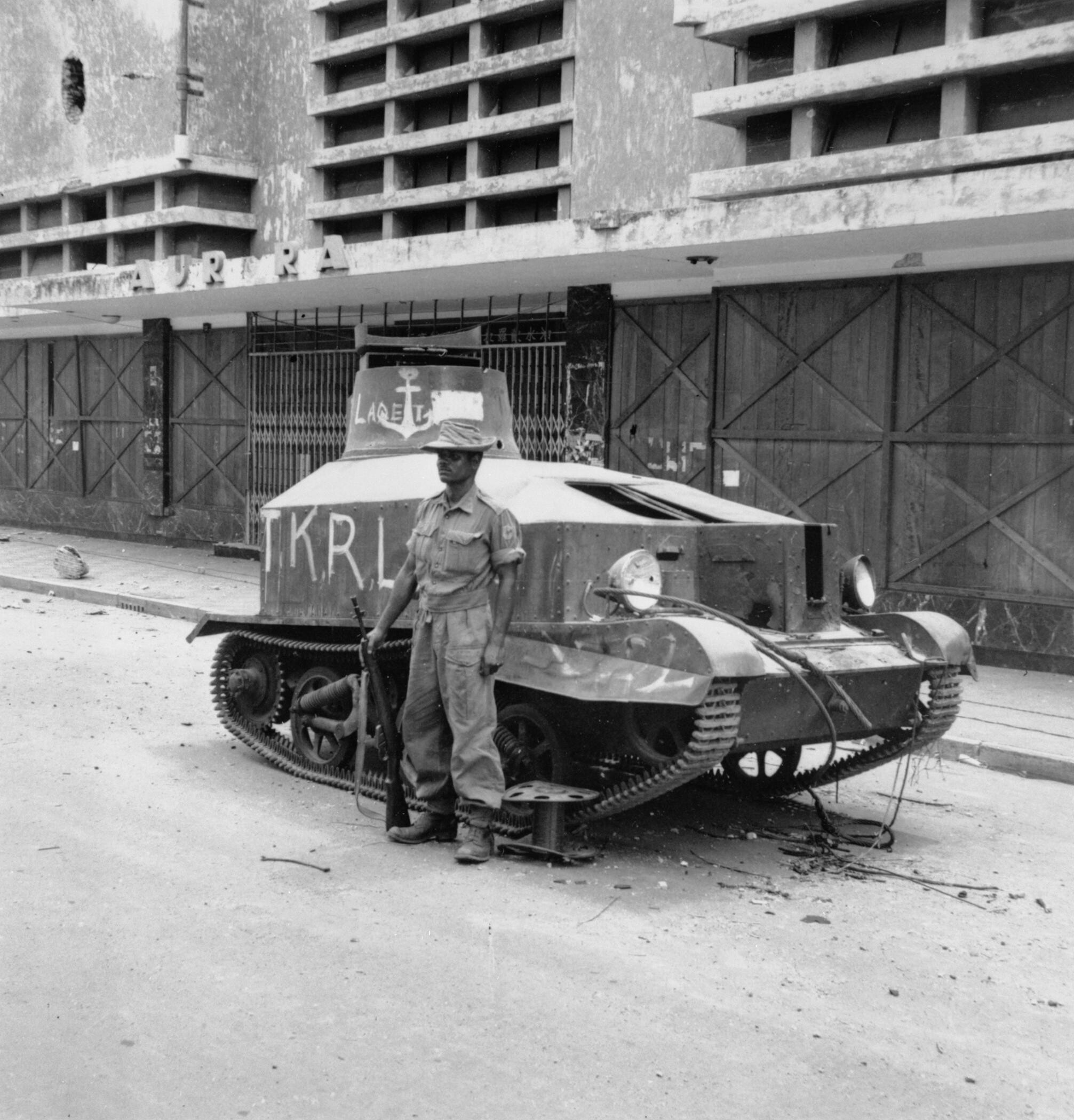
Un Universal Carrier capturat i modificat per les tropes nacionalistes Indonesies durant les batalles de Surabaya (Soerabaja), Java.
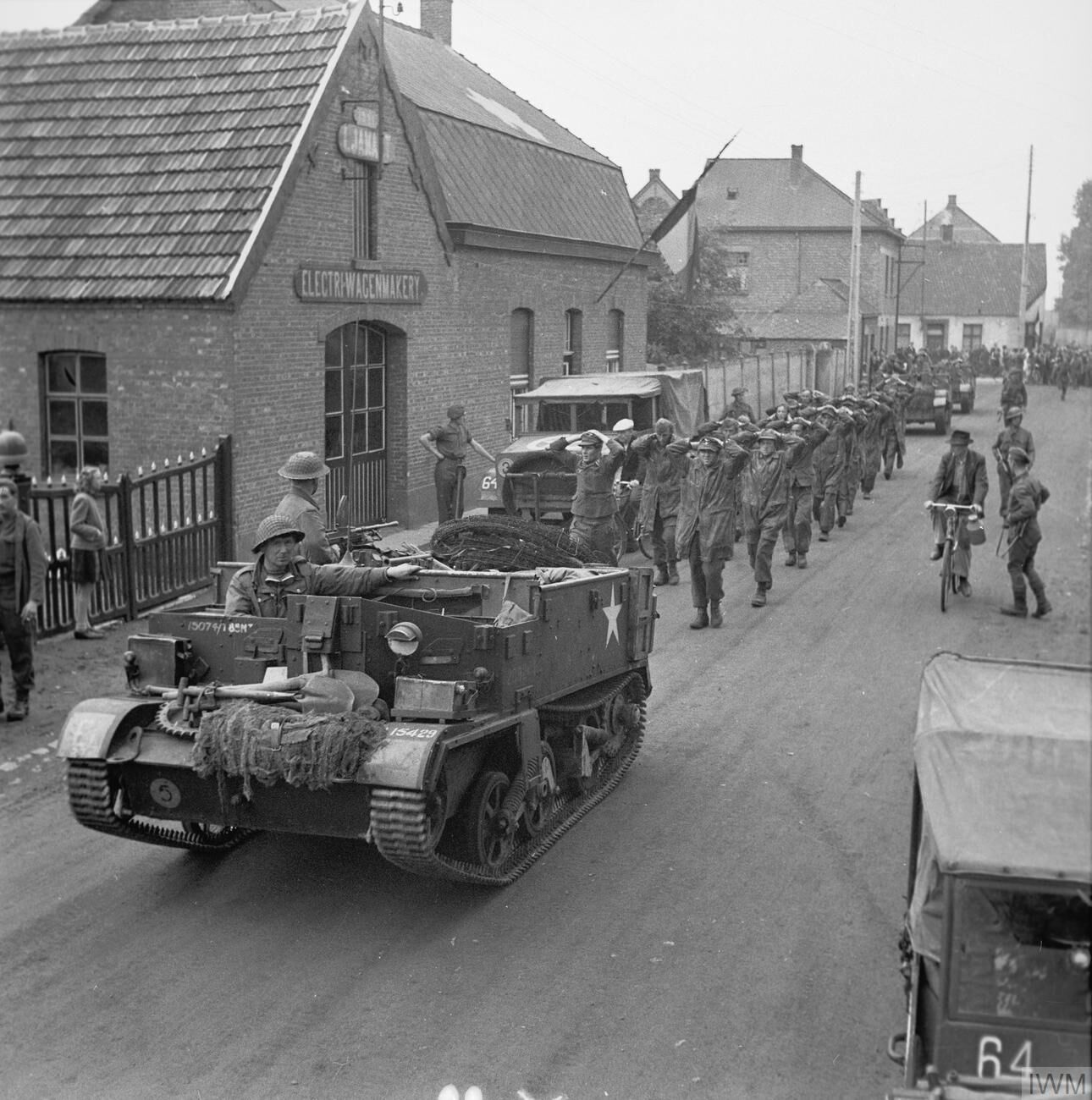
Un Universal Carrier portant soldats alemanys presonerss